# Barokkanerne
Barokkanerne är en norsk barockensemble baserad i Oslo. Ensemblen grundades 1989, spelar på tidstrogna instrument och konserterar både som kammarmusikgrupp och orkester. 
Ensemblen har turnerat i Israel och Litauen, deltagit i Oslo Kammarmusikfestival, Oslo Internationella Kyrkomusikfestival och har gjort produktioner för NRK TV och radio.
Barokkanerne har egen konsertserie, kallad Cafebarokk, på Cafeteatret i Oslo.
Ensemblen består av professionella musiker, fast anställda i Oslo-Filharmonien och Kringkastingsorkestret, samt frilansande musiker.

## Diskografi
Studioalbum
- 2008 – Bellezza Crudel (med Tone M. Wik)

Medverkar på
- 2001 – Toner til jul (Norske Kammersangere)